# تشياو يوى
تشياو يوى هو مؤلف موسيقي صيني. كان اسمه السابق تشينغ باو، ويعتبر عالما وباحثا في أوساط التأليف الموسيقي الصينية. ولد في عام 1927 في مدينة جي نينغ مقاطعة شان دونغ، والتحق بالمعهد الفني التابع لجامعة الشمال الصينية في عام 1946. وبعد تأسيس جمهورية الصين الشعبية في عام 1949، عمل مؤلفا في المعهد المسرحي المركزي الصيني والرابطة الصينية للكتاب المسرحيين ومكتب التأليف المسرحي التابع لوزارة الثقافة الصينية.